# Vestibule (anatomie)

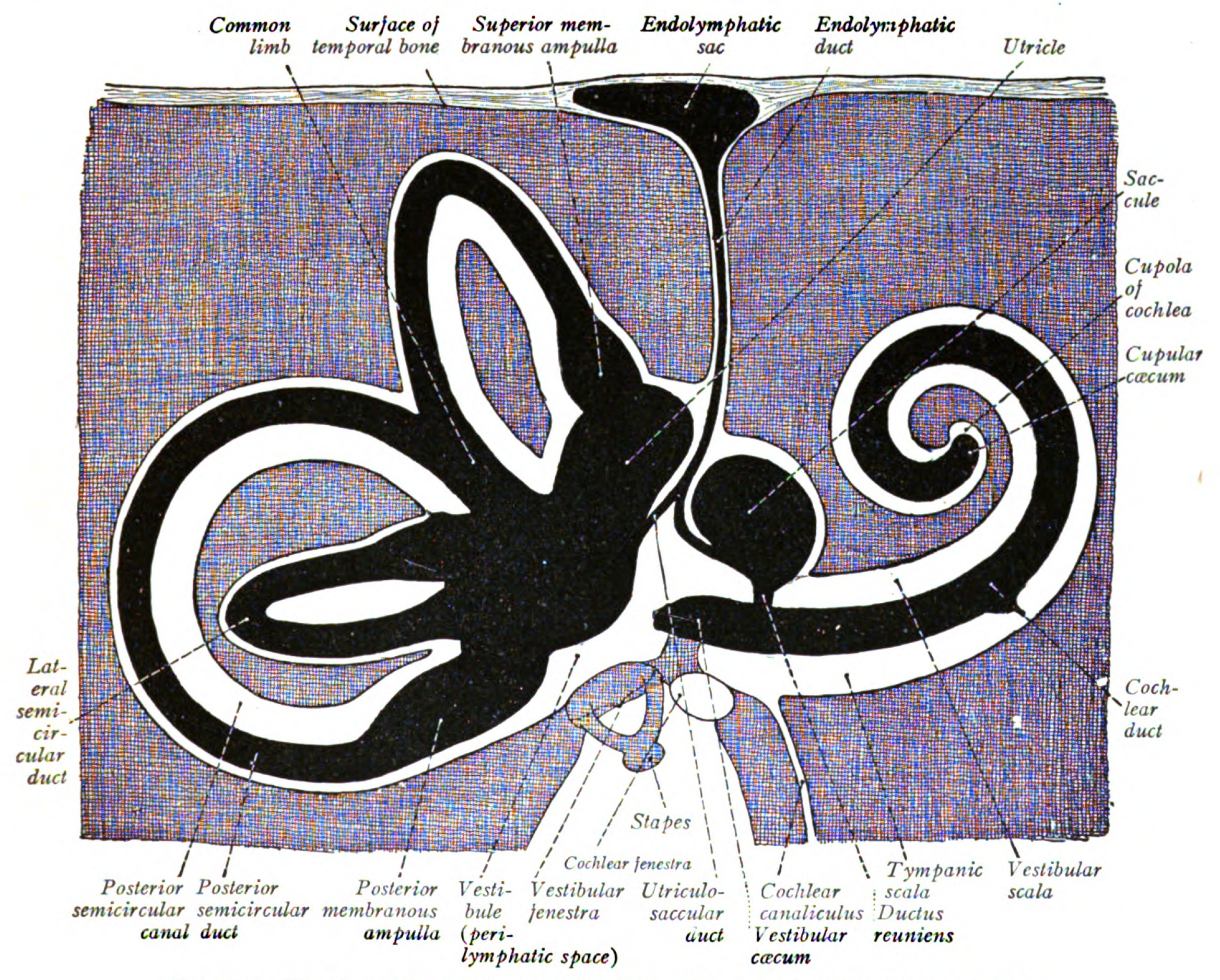
Schéma du vestibule.

Le vestibule est la partie centrale du labyrinthe osseux de l'oreille interne. Il est situé entre les canaux semi-circulaires en arrière et la cochlée en avant. Il contient deux sacs reliés entre eux, l'utricule et le saccule. Ces sacs jouent un rôle dans l'équilibre, au sein du système vestibulaire,.
Étymologiquement, vestibule vient du latin vestibulum, littéralement le hall d’entrée.

## Caractéristiques anatomiques
En général, la forme du vestibule est celle d'un parallélépipède aplati de dehors en dedans, percé de plusieurs orifices, les fenêtres ovales, la cochlée et les 5 orifices des canaux semi-circulaires.
- La paroi externe : elle porte les deux orifices du canal semi-circulaire externe, et la fenêtre ovale.
- La paroi interne : elle est porteuse de deux dépressions percée d’un grand nombre de pertuis qui laissent passer les fibres qui vont former le nerf vestibulaire. Ces deux fossettes sont superposées : en haut la fossette semi-ovoïde et la lame criblée de l’utricule en bas la fossette hémisphérique et la lame crible du saccule.
- La paroi inférieure : elle est percée en arrière de l’orifice ampullaire du canal semi-circulaire postérieur, et en avant elle s’ouvre sur l’embouchure de la rampe vestibulaire du limaçon.
- La paroi supérieure : elle est percée en arrière de l’orifice commun des canaux semi-circulaires postérieur et supérieur, et en avant de l’orifice ampullaire du canal antérieur.
- La paroi antérieure est sans grande particularité.
- La paroi postérieure : elle est porteuse de l'orifice non ampullaire du canal demi-circulaire externe.

## Fonctions
Le vestibule possède des récepteurs qui renseignent en permanence le cerveau sur  la position et le mouvement de la tête, le vestibule permet de façon réflexe un mouvement de l’œil exactement opposé à celui de la tête permettant une vision claire malgré les mouvements de celle-ci.
C’est également les récepteurs du vestibule qui permettent lorsque les repères visuels sont absents ou trop lointains de construire une référence verticale subjective.

## Lésions
En cas de lésion du vestibule, les récepteurs qui renseignent le cerveau sur sa position sont alors défaillants résultant alors une sensation de vertige (notamment le vertige paroxystique bénin), des troubles de l'équilibre. Le corps possédant d’autres capteurs, les symptômes vont disparaître,.